# Neocallimastigomycota
De Neocallimastigomycota vormen een stam in het rijk van de schimmels. Deze stam bestaat uit één klasse, namelijk de Neocallimastigomycetes.

## Kenmerken
De soorten vormen een enkele of meerkernige thallus. De cellen hebben geen mitochondriën, maar wel hydrogenosomen, waarvan wordt aangenomen dat ze zijn geëvolueerd uit mitochondriën.
De zoösporen hebben één tot veel flagellen. De zoösporen van leden van het geslacht Anaeromyces zijn bijvoorbeeld uniflagellaat (slechts één flagella), die van de leden van de geslachten Caecomyces, Cyllamyces of Piromyces zijn meestal uniflagellaat, maar kunnen bi- of quadriflagellate zijn (twee of vier flagellen), terwijl die van de leden van de geslachten Neocallimastix en Oprinomyces zijn polyflagellaten, d.w.z. hebben veel flagellen.
Een kinetosoom is aanwezig maar niet functioneel. Het kinetosoom is gedeeltelijk omgeven door een complexe, elektronendichte, zadelachtige structuur die zich uitstrekt tot aan het plasmamembraan. De wortel van het kinetosoom bestaat uit een onregelmatig samenstel van microtubuli die vanuit een uitloper van het kinetosoom in het cytoplasma afdalen. De nucleaire envelop blijft intact tijdens de mitose. De ribosomen bevinden zich voornamelijk in het centrum van de cel.

## Taxonomische indeling
De taxonomische indeling van de Neocallimastigomycotais volgens de Index Fungorum (op 9-9-2008) als volgt:
Stam: Neocallimastigomycota
- Klasse: Neocallimastigomycetes
  - Onderklasse: Incertae sedis
    - Orde: Neocallimastigales
      - Familie: Neocallimastigaceae
        - Geslacht: Anaeromyces
        - Geslacht: Caecomyces
        - Geslacht: Cyllamyces
        - Geslacht: Neocallimastix
        - Geslacht: Orpinomyces
        - Geslacht: Piromyces
        - Geslacht: Ruminomyces